# Моногеосинкліналь
Моногеосинкліналь (рос. моногеосинклиналь, англ. monogeosyncline, нім. Monogeosynklinale f) — порівняно вузька, глибоко прогнута геосинкліналь, яка розташована всередині континенту і завжди заповнена відносно мілководними відкладами. При орогенезі утворює одну гірську систему. Приклад — Аппалачська моногеосинкліналь.